# Julius Eduard Reinecker

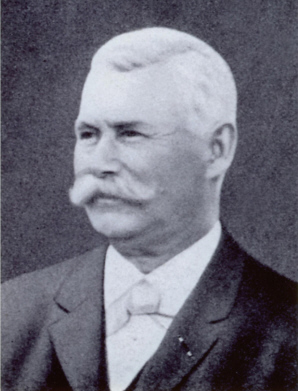
Julius Eduard Reinecker (1832–1895)

Julius Eduard Reinecker (* 27. Juli 1832 in Wieskau; † 7. September 1895 in Chemnitz) war ein deutscher Unternehmer, der (zusammen mit Johann von Zimmermann) als Begründer des Werkzeugmaschinenbaus im sächsischen Chemnitz gilt.

## Leben
Reinecker wurde als Sohn eines Landwirts in Wieskau, Provinz Sachsen, geboren. Da er zahlreiche weitere Geschwister hatte, konnte er als siebtes Kind den väterlichen Hof nicht übernehmen. Er ging nach Schönebeck (Elbe), wo er Zeugschmied wurde. Auf der Walz lernte er 1851 erstmals das sächsische Chemnitz kennen, wo er mehrfach weilte und schließlich sesshaft wurde.
1859 erhielt Julius Eduard Reinecker bei D. G. Diel, dem Gründer der Werkzeugmaschinenfabrik "Union" an der Zwickauer Straße in Chemnitz, eine Stelle als Vorarbeiter. Noch im gleichen Jahr übernahm er die dortige Zeugschmiede und Werkzeughandlung an der Bretgasse. Daraus entwickelte er das Unternehmen J. E. Reinecker, Werkzeuge und Werkzeugmaschinenbau, Chemnitz, das er 1864 an die Zwickauer Straße 17 verlegte. Ab 1872 ließ er an der Augustusburger Straße 35 ein neues Fabrikationsgebäude errichten. Hier entwickelte er einen Werkzeugmaschinenbetrieb, der sowohl in der Spezialisierung im Fräs- und Schleifmaschinenbau als auch dem Umfang nach zu einer beachtlichen Größe der Branche wurde. Es folgten zahlreiche Weiterentwicklungen. Nach seinem Tod übernahm sein Sohn Johannes Georg Reinecker die Leitung des Unternehmens und wandelte es 1911 in eine Aktiengesellschaft um, die bis in die 1920er Jahre einen Jahresumsatz von ca. sechs bis neun Millionen Reichsmark hatte.